# Annette Versluys-Poelman
Annette Versluys-Poelman, voluit Annette Wiea Luka Poelman (Holwierde, 8 juni 1853 - Amsterdam, 10 februari 1914), was een Nederlandse feministe. 

## Leven
Zij was een van de zes dochters van dominee A.L. Poelman (1827-1893), een journalist en van 1891-1893 ondanks zijn blindheid radicaal-liberaal Tweede Kamerlid. Moeder was Catharina Reijnders. Net als haar zusters studeerde Annette voor onderwijzeres, maar ze oefende dat ambt nooit uit. Zij trouwde op 3 april 1876 met de Groninger boekhandelaar-uitgever Willem Versluys (1851-1937) en kreeg vier zonen. In 1882 werd de uitgeverij overgebracht naar Amsterdam.
Uitgeverij W. Versluys gaf vanaf 1885 het vooruitstrevende literaire tijdschrift De Nieuwe Gids uit, waardoor ook de vrouw van de uitgever in contact kwam met moderne schrijvers als Willem Kloos, Frederik van Eeden en Albert Verwey. Gedurende de jaren dat haar vader Kamerlid was, stond ze hem zo veel mogelijk bij door bij hem thuis de Kamerstukken voor te lezen.
In 1892 leerde zij Wilhelmina Drucker kennen. Twee jaar later, toen Versluys-Poelman zelf een deel van de administratie van de uitgeverij op zich nam, richtte ze samen met Drucker, Aletta Jacobs, Theodore (Dora) Haver en drie anderen de Vereeniging voor Vrouwenkiesrecht op. Tot 1903 was ze de bezielde en doortastende presidente van deze vereniging, die streefde naar kiesrecht voor vrouwen.
Ook was Versluys-Poelman, samen met Jan Rutgers en diens vrouw Maria Rutgers-Hoitsema, in 1897 betrokken bij de oprichting van de Vereeniging Onderlinge Vrouwenbescherming (OV), bedoeld voor steun aan alleenstaande moeders (gehuwd en ongehuwd) en hun kinderen. Zij was presidente in de periode 1901-1904.
In 1901 werd ze lid van het oprichtend comité van de Vrijzinnig-Democratische Bond, een politieke partij die zich inzette voor algemeen kiesrecht. Vier jaar later richtte Annette Versluys-Poelman een tehuis op voor ongehuwde moeders en kun kinderen, dat naar haar Tehuis Annette werd genoemd maar dat vooral in het begin veel moeilijkheden ondervond. Het was gevestigd aan de Amsterdamse Alberdingk Thijmstraat 36-40, in 1985 verhuisde het naar het Rijtuigenhof 97, maar ging daarna langzaam in rook op. In 2013 zat op dat adres nog een kinderopvang, daarna werd het gebouw omgebouwd tot studentenhuisvesting. 
In 1908 was zij betrokken bij de financiële organisatie van het derde internationale congres van de Wereldbond voor Vrouwenkiesrecht in Amsterdam. Ook was zij een van de weinige vrouwen die de oproep van het Nederlandsch Wetenschappelijk Humanitair Komitee van jonkheer Schorer, om 'uraniërs' (homoseksuelen) rechtvaardig te beoordelen, in 1911 ondertekenden.
De laatste jaren van haar leven trok ze zich om gezondheidsredenen terug uit het publieke leven. Wel bleef ze emancipatiebewegingen actief steunen.

## Publicaties

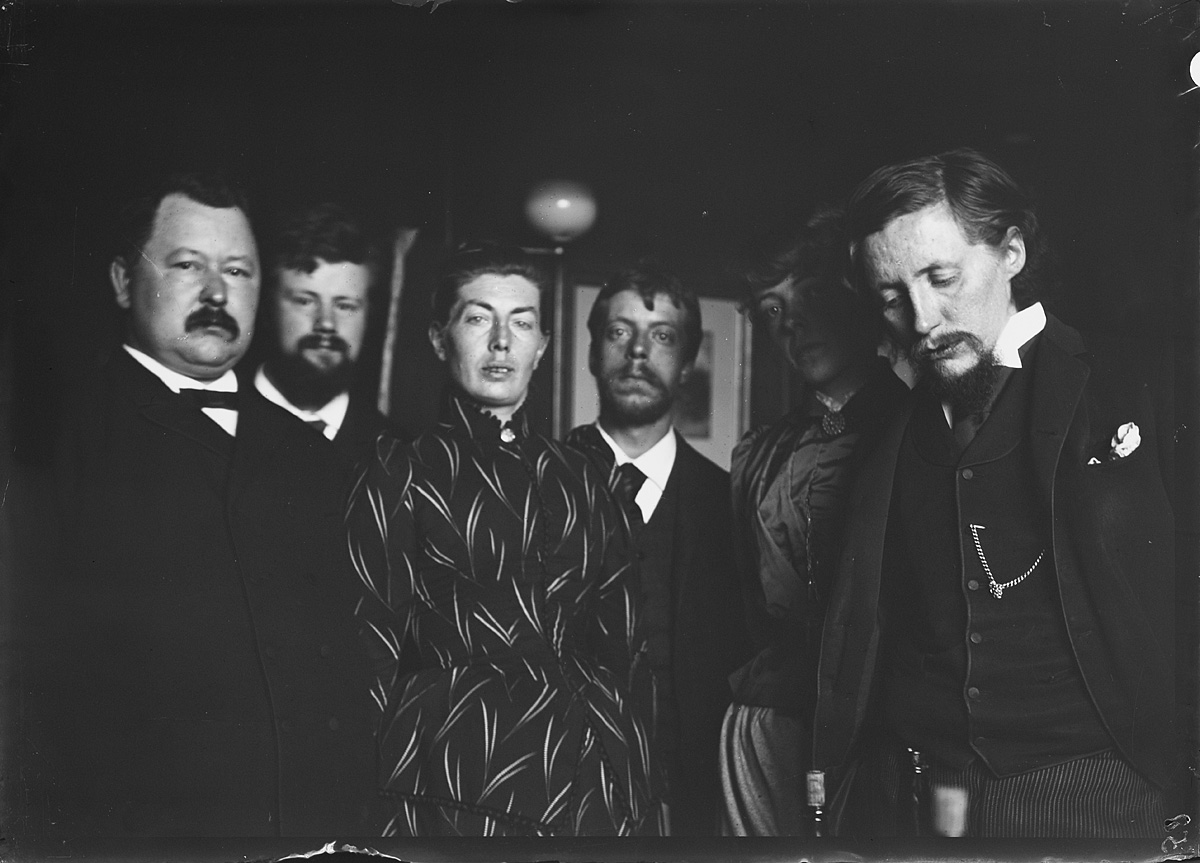
V.l.n.r. Willem Versluys, Hein Boeken, Annette Versluys-Poelman, Charles van Deventer, Mieb Pijnappel en Willem Kloos (eind 1891). Foto Willem Witsen

- Misverstand. Rede. Groningen, 1898
- Vrouwenkiesrecht. Rede. Amsterdam, W. Versluys, 1899
- Hoe worden de belangen behartigd van hen, die geen kiesrecht hebben? De maritale macht. Circa 1900
- De neutraliteit in de Vereeniging voor Vrouwenkiesrecht. Amsterdam, W. Versluys, 1910
- Frederik van Eeden en zĳn werk. Amsterdam, W. Versluys, 1910

## Eerbetoon
Amsterdam, Deventer en Spijkenisse vernoemden een straat naar haar. Door sanering verdween de in 1960 gebouwde Amsterdamse Annette Versluysstraat in 2015 ten faveure van het Annette Versluyspad.